# Équipe du Vanuatu de rugby à XV
L'équipe du Vanuatu de rugby à XV rassemble les meilleurs joueurs de rugby à XV du Vanuatu et est membre de la Federation of Oceania Rugby Unions.

## Histoire
L’équipe nationale est au 108e rang mondial (au 22 août 2022) du classement World Rugby.

## Palmarès
- Coupe du monde
  - 1987 : pas invité
  - 1991 : pas qualifié
  - 1995 : pas qualifié
  - 1999 : pas qualifié
  - 2003 : pas qualifié
  - 2007 : pas qualifié
  - 2011 : pas qualifié